# Szibhinisz

Podział administracyjny imperium asyryjskiego w czasach króla Aszurbanipala z zaznaczoną przypuszczalną lokalizacją prowincji Szibhinisz (numer 10)

Szibhinisz (Šibḫiniš, w transliteracji z pisma klinowego zapisywane uruŠi-ib-ḫi-niš) – w 1 połowie I tys. p.n.e. asyryjska prowincja ze stolicą o tej samej nazwie. Jej lokalizacja - z powodu niewielkiej liczby wzmianek o niej - pozostaje nieznana. 
Miasto Szibhinisz istniało już w czasach Salmanasara III (858-824 p.n.e.), gdyż Szamszi-Adad V (823-811 p.n.e.), jego syn, wymienia je wśród 27 miast, które pod koniec panowania Salmanasara III przyłączyły się do nieudanej rewolty Aszur-da’’in-apla, brata Szamszi-Adada V. Jako prowincja Szibhinisz poświadczone jest od czasów Adad-nirari III (810-783 p.n.e.) - w asyryjskich listach i kronikach eponimów wymieniany jest Bel-iqiszanni, gubernator Szibhinisz, który w 791 r. p.n.e. pełnić miał urząd limmu (eponima). Inny gubernator Szibhinisz, Iqisu, pełnić miał urząd limmu w 755 r. p.n.e., za rządów Aszur-dana III (772-755 p.n.e.). Po 755 r. p.n.e. prowincja nie jest już wymieniana w źródłach pisanych.